# Искона (город)
Иско́на — исчезнувшее селение Подмосковья XI—XII веков.
Впервые Искона упоминается в 1136 году в уставной грамоте Ростислава Смоленского.
Искона стоял на реке Исконе, была центром волости Искона. В то время волость принадлежала Смоленскому княжеству.
Вероятно, Искона стояла между Сергово и Долгинино, на городище железного века под названием Серговский Курган (Долгинино), хотя споры насчёт местонахождения этого летописного города идут до сих пор. По мнению Мокеева, Искона расположилась в стороне от торговых путей, вокруг были сплошные леса и болота.
Населявшие эту территорию кривичи оставили после себя множество курганов XI—XIII веков. Однако вместе с ними были обнаружены курганы язычников-вятичей. Языческие курганы XIV века, раскопанные Артемием Арциховским, косвенно указывают на то, что в исконской глуши скопились последние язычники кривичей и вятичей. По версии Г. Я. Мокеева, вятичи бежали сюда от Юрия Долгорукого, который в 1146 году захватил языческую Московь.
В середине XIV века Исконской слободкой и землями вокруг владел московский князь Дмитрий Донской, который основал там свой сельский двор (усадьбу). В 1389 году он завещал эти земли своей супруге Евдокии.
В переписных книгах XVII века в составе Можайского уезда упоминается стан Искон и Боян.